# إندري نوردلي
إندري نوردلي هو لاعب كرة يد نرويجي. مثل منتخب النرويج لكرة اليد. بدأ تمثيل المنتخب في سنة 1999 ولعب معه 11 مباراة. نافس في بطولة العالم لكرة اليد للرجال 1999.